# 34010 Tassiloschwarz
34010 Tassiloschwarz è un asteroide della fascia principale. Scoperto nel 2000, presenta un'orbita caratterizzata da un semiasse maggiore pari a 2,3053136 au e da un'eccentricità di 0,1556230, inclinata di 2,72803° rispetto all'eclittica.